# Мащеха
Ма̀щехата (нар. още доведена майка) е жена, която се явява майка на потомството на съпруга си, родено от негов предишен брак/бракове. В този случай мащехата не е биологична майка на децата. В наши дни, с напредъка на медицината, и двамата родители може да не се явяват биологични родители на децата им (сурогатно майчинство) или децата да имат общо трима родители.
В преносен смисъл, мащеха се нарича този човек /обикновено жена/, който се отнася зле, без любов и ласки.